# Poritia geta
Poritia geta är en fjärilsart som beskrevs av Fawcett 1897. Poritia geta ingår i släktet Poritia och familjen juvelvingar. Inga underarter finns listade i Catalogue of Life.